# Ornithodoros macmillani
Ornithodoros macmillani är en fästingart som beskrevs av Harry Hoogstraal och Glen M. Kohls 1966. Ornithodoros macmillani ingår i släktet Ornithodoros och familjen mjuka fästingar. Inga underarter finns listade i Catalogue of Life.